# قانون الجنسية الجزائرية
قانون الجنسية في الجزائر هو القانون المنظم للجنسية الجزائرية وآليات اكتساب أو فقدان الجنسية والحقوق المكتسبة والواجبات الملزمة لأشخاص الحاملين للجنسية أو الراغبين في اكتساب الجنسية الجزائرية.

## الجنسية في الجزائر
تربط الأشخاص الطبيعيين أو الاعتباريين من الجمهورية الجزائرية، لها جميع الحقوق والامتيازات المرتطبة بهذه الجنسية. جزائري ومواطن الجمهورية الجزائرية.

## الجنسية الأصلية
الجنسية الأصلية تنجم عن الميلاد ويحملها الشخص منذ وجوده.يعتبر جزائريا الولد المولود من أب جزائري أو أم جزائرية.ويعتبر من الجنسية الجزائرية بالولادة في الجزائر: كل من الولد المولود في الجزائر من أبوين مجهولين ويعد كل مولود جزائريا ما لم يثبت خلاف ذلك، والولد المولود في الجزائر من أب مجهول وأم مسماة في شهادة الميلاد دون معرفة جنسيتها.

## اكتساب الجنسية الجزائرية
الجنسية المكتسبة عن عمل قانوني ولا تنتج أثارها إلا ابتداءا منه، فهي جنسية طارئة على الشخص وليس لها اثر رجعي.
ووفقا للقانون الجزائري هناك ثلاثة طرق لاكتساب الجنسية الجزائرية وهي :

### اكتساب الجنسية الجزائرية بالزواج
إن إمكانية اكتساب الجنسية الجزائرية بالزواج مكرسة وفقا للقانون حيث يجب أن يكون الزواج من جزائري أو جزائرية وتوفر شروط منها:
- أن يكون الزواج قانونيا وقائم لمدة (03) ثلاث سنوات على الأقل.
- الإقامة المعتادة والمنتظمة بالجزائر لمدة (02) عامين على الأقل.
- التمتع بحسن السيرة والسلوك.
- إثبات الوسائل الكافية للمعيشة.

### التــجـنس
لم يعد الانتماء إلى الأمة ضروريا لحمل جنسية الدولة وينطبق هذا على الجنسية الجزائرية التي يمكن أن تمنح من قبل الدولة الجزائرية لأي شخص مهما كان انتماؤه الثقافي، الاجتماعي والديني شرط توفر الشروط اللازمة لذلك منها:
- أن يكون مقيما في الجزائر منذ (07) سبع سنوات على الأقل.
- أن يكون مقيما في الجزائر وقت التوقيع على المرسوم الذي يمنح التجنس.
- أن يكون بالغا سن الرشد.
- التمتع بحسن السيرة والشرف.
- أن يثبت الوسائل الكافية لمعيشته.
- أن يكون سليم الجسد والعقل.
- أن يثبت اندماجه في المجتمع الجزائري.

بطاقة الهوية الجزائرية الورقية (القديمة)

### حالات استثنائية
يتيح قانون الجنسية الجزائري أن يمنح الجنسية الجزائرية لمن تتوفر فيه شروط أخرى منها الأجنبي الذي قدم خدمات استثنائية للجزائر، أو المصاب بعاهة أو مرض خدمة للجزائر، أو الأجنبي الذي يكون في تجنسه فائدة استثنائية للجزائر، أو الشخص الذي توفي عن عائلته والذي هو من ضمن هذا الصنف يمكن يطلب تجنيسه بعد الوفاة.

## فوائد اكتساب الجنسية الجزائرية
يتمتع مكتسب الجنسية حسب قانون الجنسية بجميع الحقوق والمتعلقة بالصفة الجزائرية، كما يتحمل تبعا لذلك جميع الواجبات التي تفرضها تلك الصفة.

## فقدان الجنسية الجزائرية والتجريد منها

### فقدان الجنسية الجزائرية
يتم فقد الجنسية الجزائرية في ثلاث حالات حسب قانون الجنسية وهي:
- الجزائري الذي اكتسب عن طواعية في الخارج جنسية أجنبية وأذن له بموجب مرسوم صادر في الجزائر بالتخلي عن الجنسية الجزائرية.
- الجزائري (ولو كان قاصرا) الذي له جنسية أجنبية أصلية وأذن له بموجب مرسوم بالتخلي عن الجنسية الجزائرية.
- المرأة الجزائرية المتزوجة بأجنبي والتي تكتسب فعلا جنسية زوجها بسبب الزواج متى صدر مرسوم يأذن لها بالتخلي عن الجنسية الجزائرية.

### التجريد من الجنسية الجزائرية
التجريد من الجنسية الجزائرية عبارة عن عقوبة تلحق صاحب الجنسية الجزائرية في حالات وردت في قانون الجنسية منها:
- إذا صدر ضده حكم من أجل فعل يعد جناية أو جنحة تمس بالمصالح الحيوية للجزائر.
- إذا صدر ضده حكم في الجزائر أو في الخارج يقضي بعقوبة للأكثر من خمس سنوات سجنا من أجل جناية.
- إذا قام لفائدة جهة أجنبية بأعمال تتنافى مع صفته كجزائري أو مضرة بالمصالح الجزائرية.

## وصلات خارجية
- الموقع الرسمي لوزارة العدل الجزائرية
- الجنسية الجزائرية الأصلية (مجلس قضاء)